# Alliance (Nebraska)
Alliance település az Amerikai Egyesült Államok Nebraska államában, Box Butte megyében, melynek megyeszékhelye is. Lakosainak száma 8151 fő (2020. április 1.).

## Népesség
A település népességének változása:

| 2010 | 8 491 |
| 2020 | 8 151 |